# Anticlide
Anticlide o Anticlide di Atene (in greco antico: Ἀντικλείδης?, Antikléidēs; IV secolo a.C. circa – III secolo a.C. circa) è stato uno storico ateniese.

## Biografia
Anticlide visse al tempo di Alessandro Magno, secondo quanto riporta Plutarco, e di lui parlano frequentemente autori posteriori.

## Opere
Gli sono attribuite almeno quattro opere, tra cui Libri di interpretazione e Storia di Alessandro, ma nessuna si è conservata in maniera integrale. 
Secondo Anticlide i Pelasgi, dopo aver colonizzato le isole di Lemno e Imbro nell'Egeo, si sarebbero aggregati a Tirreno e avrebbero partecipato alla spedizione dei Tirreni verso le coste dell'Italia. Anticlide presenta così un'associazione tra Pelasgi e Tirreni, o meglio, un'assimilazione tra Pelasgi e Tirreni,  che può essere definita in un certo senso una combinazione tra quanto sostenuto da Erodoto ed Ellanico di Lesbo .